# Fratellanza di Favara
La Fratellanza di Favara era una cosca mafiosa operante a Favara, in provincia di Agrigento, e nelle zone limitrofe, che si pensa abbia operato fino al 1883.

## Storia
L'organizzazione esistette dal 1878 al 1883, arrivando a contare più di 200 affiliati.
A metà aprile 1883, grazie all'opera del funzionario di polizia Ermanno Sangiorgi, vennero arrestate più di 200 persone nella zona di Favara per alcuni efferati omicidi compiuti da una misteriosa "setta" chiamata la "Fratellanza". Uno dei capi della "Fratellanza" venne arrestato nell'atto di affiliare due "fratelli" incappucciati e gli fu trovata una copia dei regolamenti dell'associazione. Ne seguì il ritrovamento di decine di scheletri di vittime della "Fratellanza" nascosti in luoghi isolati come grotte, pozzi prosciugati, zolfare dismesse e altre confessioni di alcuni affiliati consentirono il recupero di ulteriori varianti al regolamento della setta, nonché al suo organigramma: uno o più capi-testa comandavano più capidecina, ognuno dei quali aveva sotto di sé non più di dieci affiliati; il rituale di iniziazione avveniva pungendo l'indice dei nuovi membri per poi tingere con il sangue un'immagine sacra, che veniva bruciata mentre l'iniziato recitava una formula di giuramento: tale cerimonia di affiliazione era tipica delle cosche di Palermo, a cui numerosi membri della "Fratellanza" erano stati affiliati nel 1879, durante la prigionia con mafiosi palermitani nel carcere di Ustica.
Il Secolo, giornale di Milano, il 30 aprile 1883 parlava "della più alta espressione di criminalità organizzata", riferendosi appunto alla Fratellanza.

### Il Maxiprocesso
Nel marzo 1885 gli affiliati finirono tutti sotto processo ad Agrigento, ma molti negarono le loro confessioni, sostenendo di aver confessato sotto tortura, ma alla fine furono tutti condannati ed incarcerati.